# Kyanoush Ayari
Pour les articles homonymes, voir Ayari.
Kyanoush Ayari (en persan: کیانوش عیاری), né en 1946 à Ahvaz en Iran, est un réalisateur et cinéaste iranien.
Il a un diplôme universitaire en journalisme.

## Filmographie sélectionnée
- Ligne d'arrivée, 1985
- Div (démon) cracheur de feu, 1985
- À travers le feu, 1986
- Un jour magnifique, 1988
- Les deux moitiés d'une pomme, 1991
- Les Abadanis, 1992
- Sœurs étranges, 1995
- La fille aux chaussures de tennis, 1998
- Être ou ne pas être, 1998
- Progrès iranien, 2000
- Prison des femmes
- Confiture sucrée, 2001

Série télévisée : Roozgar-e Gharib 2007-2008